# Parijs-Tours 1910
De zevende editie van Parijs-Tours  werd verreden op zondag 25 september 1910. De wedstrijd had een lengte van 248 kilometer, startte in Parijs en eindigde in Tours.
De Luxemburger François Faber won de wedstrijd. 

## Uitslag
| Plaats  | Naam                 | Tijd     |
| ------- | -------------------- | -------- |
| Winnaar | François Faber       | 7u43'28" |
| 2       | Louis Trousselier    | z.t.     |
| 3       | Émile Engel          | z.t.     |
| 4       | Edouard Léonard      | z.t.     |
| 5       | Jean Bouillet        | +11'00"  |
| 6       | André Pottier        | z.t.     |
| 7       | Eugène Dhers         | z.t.     |
| 8       | Ernest Paul          | +14'00"  |
| 9       | Georges Tribouillard | z.t.     |
| 10      | Constant Niedergang  | z.t.     |

1896 · 
1897 · 
1898 · 
1899 · 
1900 · 
1901 · 
1902 · 
1903 · 
1904 · 
1905 · 
1906 · 
1907 · 
1908 · 
1909 · 
1910 · 
1911 · 
1912 · 
1913 · 
1914 · 
1915 · 
1916 · 
1917 · 
1918 · 
1919 · 
1920 · 
1921 · 
1922 · 
1923 · 
1924 · 
1925 · 
1926 · 
1927 · 
1928 · 
1929 · 
1930 · 
1931 · 
1932 · 
1933 · 
1934 · 
1935 · 
1936 · 
1937 · 
1938 · 
1939 · 
1940 · 
1941 · 
1942 · 
1943 · 
1944 · 
1945 · 
1946 · 
1947 · 
1948 · 
1949 · 
1950 · 
1951 · 
1952 · 
1953 · 
1954 · 
1955 · 
1956 · 
1957 · 
1958 · 
1959 · 
1960 · 
1961 · 
1962 · 
1963 · 
1964 · 
1965 · 
1966 · 
1967 · 
1968 · 
1969 · 
1970 · 
1971 · 
1972 · 
1973 · 
1974 · 
1975 · 
1976 · 
1977 · 
1978 · 
1979 · 
1980 · 
1981 · 
1982 · 
1983 · 
1984 · 
1985 · 
1986 · 
1987 · 
1988 · 
1989 · 
1990 · 
1991 · 
1992 · 
1993 · 
1994 · 
1995 · 
1996 · 
1997 · 
1998 · 
1999 · 
2000 · 
2001 · 
2002 · 
2003 · 
2004 · 
2005 · 
2006 · 
2007 · 
2008 · 
2009 · 
2010 · 
2011 · 
2012 · 
2013 · 
2014 · 
2015 · 
2016 · 
2017 · 
2018 · 
2019 ·
2020 ·
2021 ·
2022 ·
2023 ·
2024 ·
2025